# تشارلز إتش برايس الثاني
تشارلز إتش برايس الثاني (بالإنجليزية: Charles H. Price II)‏ هو دبلوماسي أمريكي، ولد في 1 أبريل 1931 في كانساس سيتي في الولايات المتحدة، وتوفي في 12 يناير 2012 في إنديان ويلز في الولايات المتحدة.

## وصلات خارجية
- تشارلز إتش برايس الثاني على موقع إن إن دي بي (الإنجليزية)